# Dina Tersago
Dina Tersago (Puurs, 3 gennaio 1979) è una modella belga, incoronata Miss Belgio 2001 in qualità di Miss Antwerp.
Grazie alla vittoria del titolo, la Tersago ha ottenuto il diritto di rappresentare il Belgio sia a Miss Mondo 2001 che a Miss Universo 2001.
In seguito, Dina Tersago ha intrapreso la carriera di personaggio televisivo, conducendo varie trasmissioni come Boerk zkt. Vrouw, Superhond 2007, Superhond 2008, la prima edizione fiamminga di MasterChef e prendendo parte alle soap opera Het eiland ed al film Miss België 2004.